# Šótaró Akijama
Šótaró Akijama (japonsky 秋山 庄太郎, Akijama Šótaró; 8. června 1920 – 16. ledna 2003) byl renomovaný japonský fotograf.

## Životopis
V roce 1943 dokončil studium na vysoké škole. V roce 1946 po skončení války si otevřel fotografické studio „Akiyama Photo Studio“. V pozdějších letech pak založil další studia v různých městech. Do svých 45 let, v první polovině svého života, fotografoval hlavně ženské portréty. V druhé polovině života často fotografoval krajiny, lidi a květiny, ale jeho životním dílem se stalo zejména fotografování květin. V roce 1950 patřil mezi zakládající členy Japonské asociace fotografů. V roce 1966 působil jako lektor na univerzitě Nihon Daigaku. V té době se začal zabývat fotografií květin. V roce 1986 získal medaili Za zásluhy. Studoval u něho Hideki Fudžii.
Zastával celou řadu funkcí: čestný prezident Japonské asociace fotografických fotografů, viceprezident Japonské federace fotografů celého Japonska, viceprezident Japonské fotografické asociace, první ředitel Japonské vysoké školy fotografie a ředitel Japonské designérské akademie.